# Hermann Ahrens
Hermann Friedrich Arnold Ahrens (* 8. April 1902 in Jerstedt; † 14. Juli 1975 in Salzgitter) war ein deutscher Politiker (SPD, NSDAP, GB/BHE, GDP, GPD).

## Leben
Nach dem Besuch der Volksschule absolvierte Ahrens von 1916 bis 1918 eine Verwaltungslehre bei der Kommunalverwaltung in Goslar und war nach dem Ersten Weltkrieg als kaufmännischer Angestellter in der Industrie beschäftigt. Von 1925 bis 1933 war er als Hilfsarbeiter bei der Provinzialverwaltung in Hannover tätig, danach war er Kommunalbeamter. 1941/42 nahm er als Soldat am Zweiten Weltkrieg in verschiedenen Kraftfahr-Ersatz-Abteilungen und Kraftwagen-Transport-Abteilungen teil. Von 1933 bis 1942 war er Bürgermeister einer Gemeinde der späteren Stadt Salzgitter, und von 1942 bis 1945 Erster Beigeordneter und Staatskommissar des Stadtkreises Watenstedt-Salzgitter. Zwischen 1945 und 1947 war er im Internierungslager Eselheide interniert. Im September 1947 verurteilte ihn die 2. Spruchkammer Bielefeld im Rahmen des Entnazifizierungsverfahrens zu einer Geldstrafe von 8000 Reichsmark. Anschließend war er freiberuflich unter anderem als Strukturplaner, Journalist und Verlagsleiter tätig.
Von 1920 bis 1925 war Ahrens Mitglied der SPD. Zum 1. September 1931 trat er der NSDAP bei (Mitgliedsnummer 625.860) und war von 1933 bis 1936 deren Kreisleiter Goslar-Land. Für die NSDAP war er u. a. als Gauredner tätig. Zudem war er Mitglied der SA, zuletzt im Rang eines SA-Sturmführers. Ahrens schloss sich 1950 dem GB/BHE an und war von 1955 bis 1961 Landesvorsitzender des GB/BHE in Niedersachsen. Nach der Fusion des GB/BHE mit der DP zur GDP wurde er 1961 deren Mitglied. Vom 14. Januar 1962 bis zu seinem Tode war Ahrens Landesvorsitzender der GDP in Niedersachsen sowie Bundesvorsitzender der Partei.
Ahrens gehörte von 1951 bis 1963 als Abgeordneter dem niedersächsischen Landtag an. Vom 19. Oktober 1965 bis 19. Oktober 1969 war er für eine Wahlperiode Mitglied des Deutschen Bundestages. Er wurde aufgrund eines Wahlbündnisses der GDP mit der SPD in Niedersachsen über deren Landesliste gewählt. Als Bundestagsabgeordneter wurde er als „Gast der SPD-Fraktion“ geführt.
Vom 13. Juni 1951 bis zum 19. November 1957 war Ahrens Niedersächsischer Minister für Wirtschaft und Verkehr. Später gehörte er erneut der Regierung an und amtierte vom 12. Mai 1959 bis zum 12. Juni 1963 als niedersächsischer Finanzminister sowie als stellvertretender Ministerpräsident des Landes.
1961 wurde er mit dem Großen Verdienstkreuz mit Stern und Schulterband der Bundesrepublik Deutschland ausgezeichnet.

## Schriften
- Wir klagen an! Den ehemaligen Parteigenossen Nr. 5, Artur Dinter, Gauleiter der NSDAP in Thüringen. In: Aufbau: Kulturpolitische Monatsschrift, 3, Berlin 1947, S. 288–290.